# Erodium tordylioides
Erodium tordylioides là một loài thực vật có hoa trong họ Mỏ hạc. Loài này được (Desf.) L'Hér. mô tả khoa học đầu tiên năm 1802.